# ファビアン・クロス
ファビアン・クロス（Fabian Klos', 1987年12月2日 - ）は、ドイツ・ニーダーザクセン州ギルホルン出身のサッカー選手。ブンデスリーガ・アルミニア・ビーレフェルト所属。ポジションはFW。

## クラブ経歴
2005年に地元ニーダーザクセン州の地域リーグでプロキャリアをスタート。2009年にVfLヴォルフスブルクと契約し、2年間Bチームでプレー。2シーズンで22ゴールを決めたものの、トップチーム昇格までには至らず。
2011年夏、当時ドリッテリーガ (3部リーグ)で闘っていたアルミニア・ビーレフェルトと契約。加入後即エースストライカーに君臨し、2012-13シーズンは3部リーグで優勝。2014-15シーズンこそ3部リーグでの闘いだったものの23ゴールを記録。2015-16シーズン以降はツヴァイテリーガに定着。2019-20シーズンは2部リーグで優勝し、2008-09シーズン以来のブンデスリーガ復帰が決定。クロスは同シーズン21ゴールを決め、2部リーグ得点王を獲得し、キッカー選定の2部リーグベストイレブンにも選出。実質9部リーグでプロデビューしたクロスは、プロ16年目にして念願のブンデスリーガでのプレーが実現することになった。